# Martin Borre
Martin Borre (27 maart 1979) is een Deens voetballer (middenvelder) die voor IK Start speelt. Hij speelde in 1998 twee wedstrijden voor de U-21 van Denemarken.

## Carrière
- jeugd: Albertslund
- jeugd: Brøndby IF
- 2000-2003: Køge BK
- 2003-2007: Odense BK
- 2007- nu : IK Start